# 卡尔图语族
卡尔图语族（Kartu languages）属于帕马-尼永甘语系，主要分布在澳大利亚西部。
该语族主要包括以下语言（从北到南）
- 因加尔达语（Yinggarda）
- 马尔加纳语（Malgana）
- ?南达语（Nhanda）
- 瓦贾里语（Wajarri）
- 巴迪马亚语（Badimaya）